# Monocosmoecus minor
Monocosmoecus minor är en nattsländeart som beskrevs av Schmid 1955. Monocosmoecus minor ingår i släktet Monocosmoecus och familjen husmasknattsländor. Inga underarter finns listade i Catalogue of Life.